# نيل مكوي
نيل مكوي (بالإنجليزية: Neal McCoy)‏ هو كاتب أغاني ومغني أمريكي، ولد في 30 يوليو 1958 في جاكسونفيل في الولايات المتحدة.

## وصلات خارجية
- نيل مكوي على موقع ميوزك برينز (الإنجليزية)
- نيل مكوي على موقع ديسكوغز (الإنجليزية)